# Гитте, Жак
Жак Гитте (фр. Jacques Guittet; 12 января 1930, Касабланка — 16 января 2025, Миньялу-Бовуар) — французский фехтовальщик, многократный чемпион мира, призёр Олимпийских игр.

## Биография
Родился в 1930 году в Касабланке. В 1958 году стал обладателем золотой и бронзовой медалей чемпионата мира. В 1959 году стал бронзовым призёром чемпионата мира. В 1960 году принял участие в Олимпийских играх в Риме, но неудачно. На чемпионате мира 1961 года завоевал золотую и серебряную медали. В 1962 году вновь стал чемпионом мира. На чемпионате мира 1963 года завоевал серебряную медаль. В 1964 году стал бронзовым призёром Олимпийских игр в Токио. В 1965 году опять стал чемпионом мира.
В 1977—1981 годах он был президентом Федерации фехтования Франции.
Женился на известной французской фехтовальщице Франсуазе Гуни. Их сын Сириль Гитте стал волейболистом и входил в сборную Франции.
Умер 16 января 2025 года в Миньялу-Бовуар в возрасте 95 лет.